# Studentpartiet SL-rabatt
Studentpartiet SL-rabatt är ett tidigare kårparti vid Stockholms universitet. Partiet bildades våren 2006 och drev förutom frågan om studentrabatt på SL även byggandet av billiga studentbostäder, höjt studiemedel, studentanpassat bostadsbidrag och utvecklandet av det levande campuset med musik, kultur, fester och debatter. 
I 2006 års kårval fick Studentpartiet SL-rabatt 228 röster (9,1 %) vilket gav 4 mandat. Av de femton partier som ställde upp i kårvalet 2006 blev Studentpartiet SL-rabatt det fjärde största. Även i 2007 års kårval fick partiet 4 mandat.